# Montigny-sur-Chiers
Montigny-sur-Chiers är en kommun i departementet Meurthe-et-Moselle i regionen Grand Est (tidigare regionen Lorraine) i nordöstra Frankrike. Kommunen ligger i kantonen Longuyon som tillhör arrondissementet Briey. År 2022 hade Montigny-sur-Chiers 479 invånare.

## Befolkningsutveckling
Antalet invånare i kommunen Montigny-sur-Chiers
| Referens: INSEE |